# Kommos (stanowisko archeologiczne)

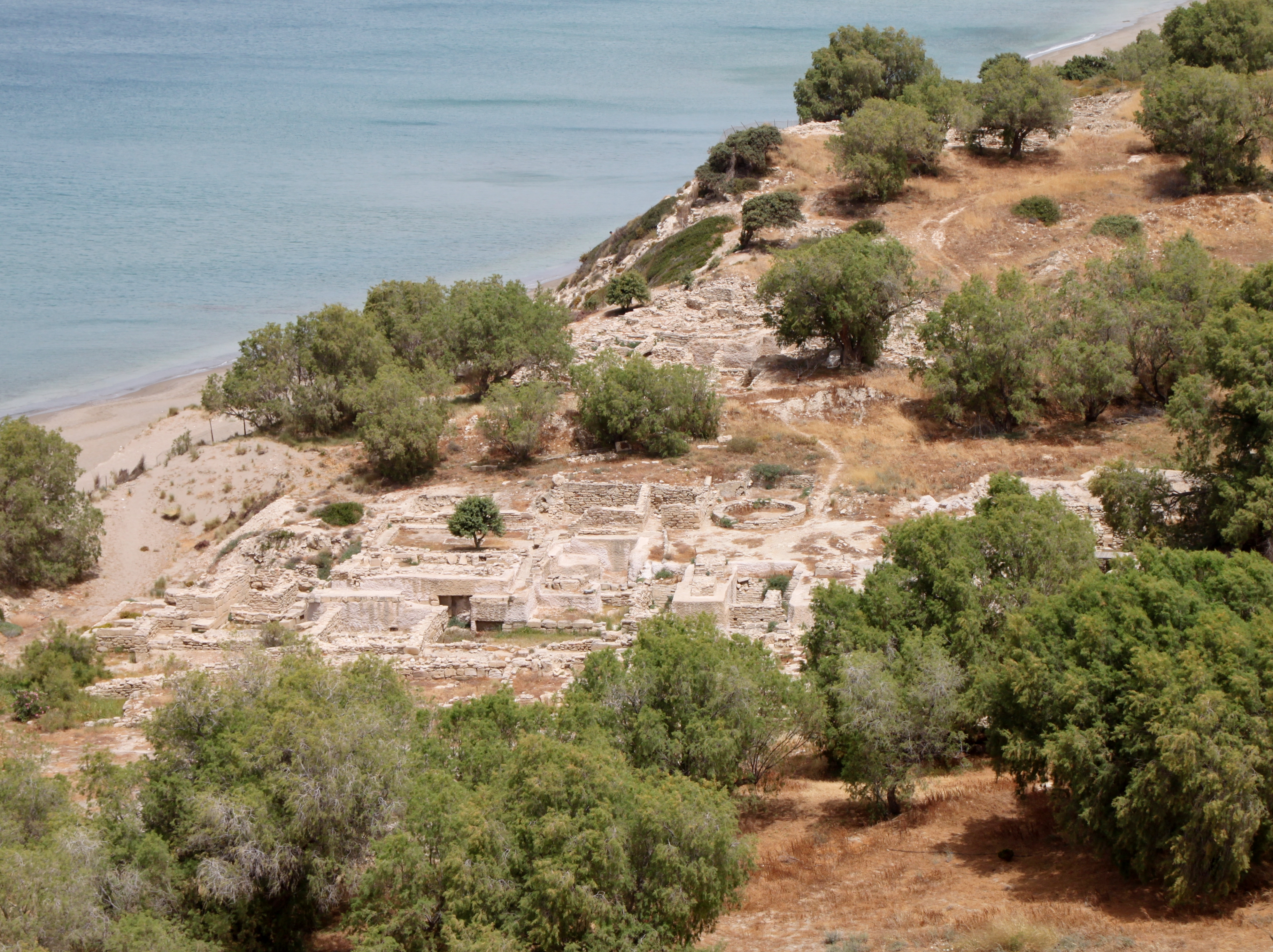
Odsłonięte pozostałości Kommos

Kommos (gr. Κομμός), Komos (Κομός) – stanowisko archeologiczne w południowej części Krety, na skraju równiny Mesary nad Morzem Libijskim. 
Wyjątkową cechą tego miejsca jest jedna z najdłuższych na wyspie piaszczystych plaż; częściowo dzika, stanowi wybrane miejsce lęgowe dla morskich żółwi. W jej sąsiedztwie archeolodzy kanadyjscy prowadzący badania od 1971 r., odkryli ślady szeregu budowli  z różnych okresów historycznych. 
Ślady osadnictwa stwierdzono od ok. 2100 p.n.e. Wśród odsłoniętych zabudowań znalazły się m.in. fundamenty późno- i średniominojskich domów oraz ruiny świątyni datowanej na VIII–VII wiek p.n.e. Natrafiono także na pozostałości konstrukcji portowych z epoki brązu, będących dowodem, iż Kommos było jednym z portów minojskiego Fajstos, który funkcjonował aż do I wieku p.n.e. Ślady z epoki neolitu wskazują, że Kommos ma starszy historyczny rodowód w porównaniu z Matalą, oddzielonym przylądkiem Nysos drugim portem Fajstos, gdzie świadectwa z epoki brązu są nieliczne, natomiast w pełni czynnym w okresie klasycznym, hellenistycznym i rzymskim.
Nadmorskie Kommos również było zasiedlane w późniejszych czasach i wyposażane w okazałe budowle sięgające okresu hellenistycznego i rzymskiego. Badacze dopuszczają utożsamienie tego miejsca ze wzmiankowanym w źródłach antycznych Amyklajon.  